# Prințul Carol, Conte de Flandra
Prințul Carol, Conte de Flandra, Prinț al Belgiei (10 octombrie 1903 – 1 iunie 1983) a fost al doilea fiu al regelui Albert I al Belgiei și a reginei Elisabeta de Bavaria. Născut la Bruxelles, el a servit în locul fratelui său mai mare regele Leopold al III-lea din 1944 până în 1950 ca Prinț Regent până când lui Leopold i s-a permis să se întoarcă în Belgia.
În timpul celui de-al Doilea Război Mondial, Carol a fost cunoscut ca Generalul du Boc, în scopul de a i se ascunde identitatea din motive de securitate.
1. ↑  RKDartists, accesat în 30 iunie 2020